# 율리어 고개
율리어 고개(로만슈어: Pass dal Güglia, 독일어: Julierpass, 이탈리아어: Passo del Giulia) (해발 2284m)는 알불라 알프스에 있는 스위스의 산길이다. 그것은 엥가딘 계곡을 중앙 그라우뷘덴과 연결하며, 접근 방식에서 가장 가까운 거주 지역은 실바플래나와 비비오이다. 정상에서 이 고개는 라인강과 다뉴브강 유역 사이의 분수령/배수구를 가로지른다. 율리어 고개는 피츠 라그레브와 피츠 율리어 사이에 있다. 정상에서 남쪽으로 몇 미터 떨어진 곳에 작은 호수 레이 다 라스 쿨루온나스(Lej da las Culuonnas)가 있다.
로마 신전과 수레의 흔적이 발견되어 로마 시대의 중요성을 보여준다.
오래된 젭티머 고개를 대체하기 위해 1820년대에 건설된 도로는 잘 건설되었으며, 일반 승용차와 트럭으로 적당히 넓어진 후에도 여전히 쉽게 지나갈 수 있다. 일부 지역에서는 구불구불한 회전수를 줄이기 위해 2009년에 지역을 재건했다. 겨울철 사용에는 겨울철 타이어와 극도로 악천후에는 스노우 체인이 필요하다.

## 노선
| 장소         | 해발   | 거리   | 표고차  | 전체 거리 | 전체 고도차 |
| ------------ | ------ | ------ | ------- | --------- | ----------- |
| 티펜카스텔   | 851 m  | -      | -       | -         | -           |
| 자보크닌     | 1207 m | 9 km   | 356 m   | 9 km      | 356 m       |
| 로나         | 1408 m | 5 km   | 201 m   | 14 km     | 557 m       |
| Mulegns-주어 | 1538 m | 4.5 km | 130 m   | 18.5 km   | 687 m       |
| 마르모라레   | 1680 m | 2.5 km | 142 m   | 21 km     | 829 m       |
| 비비오       | 1769 m | 5 km   | 89 m    | 27 km     | 918 m       |
| 고개         | 2284 m | 9 km   | 515 m   | 36 km     | 1'433 m     |
| 실바플래나   | 1815 m | 7 km   | - 469 m | 43 km     | 964 m       |

## 같이 보기
- 말로야 고개와 젭티머 고개, 두 개의 고개는 율리어 고개 가까이에 있다.